# Neotomys ebriosus
Genre
Espèce
Statut de conservation UICN

 LC  : Préoccupation mineure
Neotomys ebriosus est une espèce de rongeurs et de la famille des Cricétidés. Il s'agit de la seule espèce du genre Neotomys.

## Répartition
Cette espèce est présente au Pérou, au Chili, en Bolivie et en Argentine. On la trouve entre 2 500 et 4 600 m d'altitude.

### Pour l'espèce
- (en) Mammal Species of the World (3e  éd., 2005) :  Neotomys ebriosus   Thomas, 1894
- (en) Catalogue of Life : Neotomys ebriosus Thomas, 1894 (consulté le 15 décembre 2020)
- (fr + en) ITIS : Neotomys ebriosus Thomas, 1894
- (en) Animal Diversity Web : Neotomys ebriosus
- (en) UICN : espèce Neotomys ebriosus Thomas, 1894 (consulté le 27 mai 2015)

### Pour le genre
- (en) Mammal Species of the World (3e  éd., 2005) :  Neotomys   Thomas, 1894
- (fr + en) ITIS : Neotomys Thomas, 1894
- (en) Animal Diversity Web : Neotomys
- (en) UICN : taxon  Neotomys  (consulté le 6 janvier 2023)